# Нґобе-Буґле
Нґобе-Буґле (ісп. Ngöbe-Buglé) — автономне управління (комарка, ісп. comarca, comarca indígena) народів нгобле і бугле західній частині Панами. Адміністративний центр — Чичика. Згідно з переписом 2010 року, в Нґобе-Буґле проживають 156 747 чоловік, в основному народи нґобле і буґле, колективно звані гуаймі і розмовляють чибчанськими мовами.
Територія цього управління становить 6673 км².

## Округи
Управління розділене на 7 округів (в дужках вказані їх адм. центри):
1. Бесіку (Солой) — Besiko (Soloy)
2. Канкінту (Бісіра) — Kankintú (Bisira)
3. Кусапін (Кусапін) — Kusapín (Kusapín)
4. Мирон (Хато-Пілон) — Mirono (Hato Pilón)
5. Мюна (Чичика) — Müna (Chichica)
6. Ноле-Дуіма (Серро-Іглесіас) — Nole Duima (Cerro Iglesias)
7. Ньюрюм (Буенос-Айрес) — Ñürüm (Buenos Aires)

| Панама | Це незавершена стаття з географії Панами. Ви можете допомогти проєкту, виправивши або дописавши її. |